# Центральний стадіон (Актобе)
«Центральний стадіон» (каз. Орталық стадион) — футбольний стадіон в Актобе, домашній стадіон футбольного клубу «Актобе». Побудований у 1975 році. Відкритий 28 серпня 1975 матчем клубу «Актюбинець» (нині «Актобе») з московським ЦСКА, виграним «армійцями» з рахунком 1: 0.Стадіон — один з найвідвідуваніших у країні. Може вмістити на своїй території до 13 500 осіб. Призначений тільки для проведення футбольних матчів (бігові доріжки відсутні).

## Загальні дані
Стадіон відповідає міжнародним стандартам і вважається одним з найкращих у Казахстані за технічною оснащеністю та оригінальністю конструкції. У нього є чотири трибуни, названі за сторонами світу. Головна трибуна — західна, на ній же розташовані місця для коментаторів і VIP ложа. На східній трибуні передбачені спеціальні місця для інвалідів-візочників. У стадіону є дах над усіма глядацькими місцями, великий екран. В стадіоні розташовується каса, офіс клубу «Актобе».

## Критика
Керівництво стадіону в особі директора Кажимукана Демеуова не раз потрапляло в епіцентр скандалу й ставало об'єктом критики уболівальників. Зокрема, директора критикували за щорічну неготовність ФК «Актобе» прийматимуть матчі на своєму стадіоні з березня по липень через поганий стан газону, неорганізовану систему продажу квитків, афільованість з перекупниками, погану якість газонного покриття й т. п.

## Основні характеристики стадіону
- Розміри поля — 104×68 м
- Місткість — 12 805 осіб
- Трав'яний покрив — натуральний
- Місткість гостьового сектора — 500
- Кількість ТВ позицій — 3
- Коментаторські позиції — 2
- Ложа преси — 20 місць
- Освітлення — 1800 люкс.
- Відеотабло — Дисплейна система — 10×9 м
- Кількість кас — 5
- Камери спостереження — 6 внутрішніх, 4 зовнішніх.

## Реконструкція
Після відкриття стадіону, останній раз капітальна реконструкція головної арени міста проводилась у 2000 році, були встановлені пластикові сидіння та встановлено світлодіодне табло. У 2005 році її вже стали підводити під стандарти УЄФА. У вставках на Центральному стадіоні були замінені системи опалення, водопостачання та каналізації. Була розширена площа прес-центру до 54 м², і кімнати диспетчера — 21 м². Що стосується освітлення, то на стадіоні встановлено 142 сучасних прожектора, світлова потужність яких становить 1800 люкс. Так само замінений трав'яний покрив стадіону, і встановлено автоматичний полив. 28 квітня 2011 року розпочалися роботи з встановлення підігріву поля й оновлення газону на стадіоні. Під газоном були встановлені труби рідинного підігріву, за якими пустять незамерзаючу речовину з тосолом. Даний підігрів буде працювати ранньою весною і пізньою осінню, це допоможе прискорити вегетативний процес трави. А також були проведені роботи по заміні газону, так як востаннє газон міняли в 2005 році.

## Матчі збірних
| Дата           | Команда #1       | Рахунок | Команда #2        | Турнір                          |
| -------------- | ---------------- | ------- | ----------------- | ------------------------------- |
| 16 жовтня 2007 | Казахстан (U-21) | 4:1     | Грузія (U-21)     | Відбір на Чемпіонат Європи 2009 |
| 6 жовтня 2016  | Казахстан (U-21) | 0:1     | Англія (U-21)     | Відбір на Чемпіонат Європи 2017 |
| 11 жовтня 2016 | Казахстан (U-21) | 0:3     | Норвегія (U-21)   | Відбір на Чемпіонат Європи 2017 |
| 1 вересня 2017 | Казахстан (U-21) | 1:1     | Чорногорія (U-21) | Відбір на Чемпіонат Європи 2019 |

## Цікаві факти
Протягом довгих п'яти років «Актобе» не програвав на своєму полі у всіх турнірах (Чемпіонат Казахстану, Кубок Казахстану, Ліга чемпіонів УЄФА та Ліги Європи УЄФА) з 2 жовтня 2004 по 27 серпня 2009 року (1790 днів, рекорд чемпіонатів Казахстану). Цій рекордній безпрограшній серії в історії казахстанського футболу судилося перерватися на німецькому «Вердері».
У 2010-2011 роках «Актобе» на цьому стадіоні також не програвав, серія перервалася 6 травня 2012 року, коли господарі поступилися «Тоболу». Так само в 2012 році клуб програв «Акжайику» та бельгійському «Генку».

## Контакти
Республіка Казахстан, місто Актобе, проспект Абулхаїр-хана, 56.